# Салых-Су
Салых-Су (в переводе с татарского — «холодная вода») — иссякший родниковый источник в западной части села Чалтырь Мясниковского района Ростовской области.

## Расположение
Родник Салых-Су находился в балке на правобережье нижнего течения реки Мокрый Чалтырь, вытекая из-под склона небольшой горки и образуя ручей.

## История
В своё время с этим родником было связано переселение армян на Дон.
Местное население постепенно обустраивало родник: он был обложен камнями, позднее вырыли колодец в который по трубам и желобам пустили родниковую воду. Также над родником была сооружена часовня с небольшим колоколом.
Вода в роднике была очень холодной и использовалась для лечения от разных болезней. У родника местные жители проводили гуляния, праздники, игры.
К настоящему времени часовня над родником разрушена. В месте выхода родника остался навес и выложенный камнем колодец.

## Предания
С родником связано два предания. Первое из них повествует о его обнаружении переселявшимися с Крыма армянами, которые передвигались на запряжённых быках. Впереди подвод на лошадях ехали в поисках воды всадники. Когда они находили источники воды, то говорили об этом едущим за ними людям. Однажды они обнаружили в балке маленькую речку, попробовали на вкус её воду и сообщили об этом людям. Поскольку переселенцев на подводах было много, то часть из них осталась у родника, другие же поехали дальше.
Второе — о постройке часовни над родником. Согласно ему, однажды ночью верующий человек молился и через окно дома увидел рядом с источником светящийся столб. Утром он рассказал об этом священнику, который сообщил об услышанном властям города Эчмиадзин. Из Армении по этому поводу приезжали специалисты, которые решили, что этот случай был знамением, после чего был подготовлен проект часовни, вскоре воплощённый на практике. Ныне макет часовни находится в краеведческом музее села Чалтырь. Колодец родника был внутри часовни.